# Richmond (Kentucky)
Richmond é uma cidade localizada no estado americano de Kentucky, no Condado de Madison.

## Demografia
Segundo o censo americano de 2000, a sua população era de 27.152 habitantes.
Em 2006, foi estimada uma população de 31.431, um aumento de 4279 (15.8%).

## Geografia
De acordo com o United States Census Bureau tem uma área de
49,9 km², dos quais 49,5 km² cobertos por terra e 0,4 km² cobertos por água.

## Localidades na vizinhança
O diagrama seguinte representa as localidades num raio de 32 km ao redor de Richmond.